# Billy Al Bengston

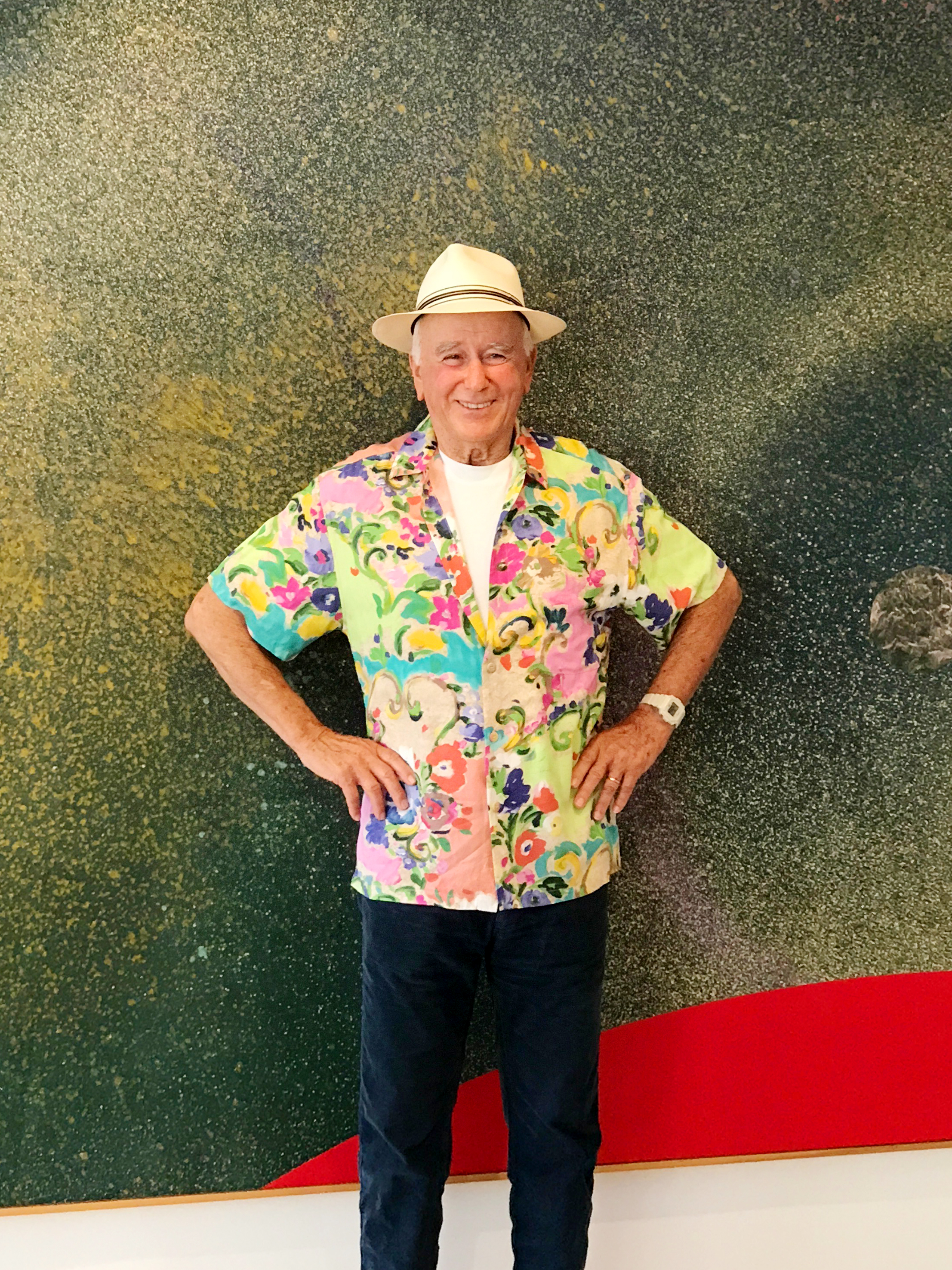
Billy Al Bengston, 2017

Billy Al Bengston (* 7. Juni 1934 in Dodge City, Kansas; † 8. Oktober 2022 in Venice, Kalifornien) war ein US-amerikanischer Maler und Bildhauer, der für seine Beiträge zur Westküsten-Pop-Art und seine Verbindung zur kalifornischen Surf- und Motorradszene bekannt war.

## Leben
Billy Al Bengston zog 1948 mit seiner Familie nach Los Angeles. Er studierte bei Richard Diebenkorn und Saburo Hasegawa am California College of Arts and Crafts in Oakland, bevor er an das Los Angeles County Art Institute (heute Otis Art Institute der Parsons School of Design) wechselte. In dieser prägenden Zeit wurde er von der suggestiven Kraft natürlicher Formen fasziniert, ein Interesse, das ihn während seiner gesamten Karriere begleitete.
Billy Al Bengston hatte seine erste Einzelausstellung in einer Galerie 1958, seine erste Einzelausstellung in einem Museum 1968 und seine erste europäische Einzelausstellung 1970. Seine Werke wurden in ganz Europa und Amerika ausgestellt, unter anderem 1965 auf der Biennale von Sao Paulo, Brasilien. Er war häufig Gastdozent an Hochschulen und Universitäten und gehörte 1967 zu den drei Künstlern, die die ersten Stipendien der National Foundation for the Arts (heute National Endowment for the Arts) erhielten. Bei vielen Gelegenheiten wurde er eingeladen, im Tamarind Lithography Workshop zu drucken.
Billy Al Bengstons Werke befinden sich heute unter anderem in den Sammlungen des Art Institute of Chicago, der National Gallery of Art in Washington D.C., des Los Angeles County Museum of Art, des Museum of Modern Art in New York und des Cleveland Museum of Art.

## Werk
Billy Al Bengstons psychedelische und farbenfrohe Werke, die sowohl in der Malerei als auch in der Skulptur entstanden, zeichnen sich durch mandalaartige Formen und eine von Symbolen, Sparren und Irisblüten abgeleitete Bildsprache aus. Bengston verwendete häufig industrielle Werkzeuge der Autohersteller, insbesondere Sprühfarbe und Lack, die er auf Aluminiumplatten auftrug. Die Iris war ein zentrales Motiv in Billy Al Bengstons Kunst der 1970er Jahre. Inspiriert wurde er durch seine Faszination für das Logo auf den Zuckerpackungen der Iris Sugar Company. Als ein Künstlerkollege das Werk sah, bemerkte er, dass die weit ausgebreiteten Blütenblätter wie Fledermausflügel aussahen und an die Figur des Grafen Dracula erinnerten. Aufgrund dieser Assoziation wurden Bengstons Darstellungen der Iris „Dracula“ genannt. Die Bilder der Iris oszillieren im Bewusstsein des Betrachters zwischen Vertrautheit und Abstraktion.